# Sky PerfecTV! Adult Broadcasting Awards
Sky PerfecTV! Adult Broadcasting Awards (яп. スカパー!アダルト放送大賞 Сукапа:! адаруто хо:со: тайсё:, Премия Sky PerfecTV! телетрансляциям для взрослых) — ежегодная японская премия в области порноиндустрии, учреждённая в 2005 году оператором спутникового телевещания Sky PerfecTV! и присуждаемая AV-идолам за достижения в телепрограммах для взрослых.

## Описание

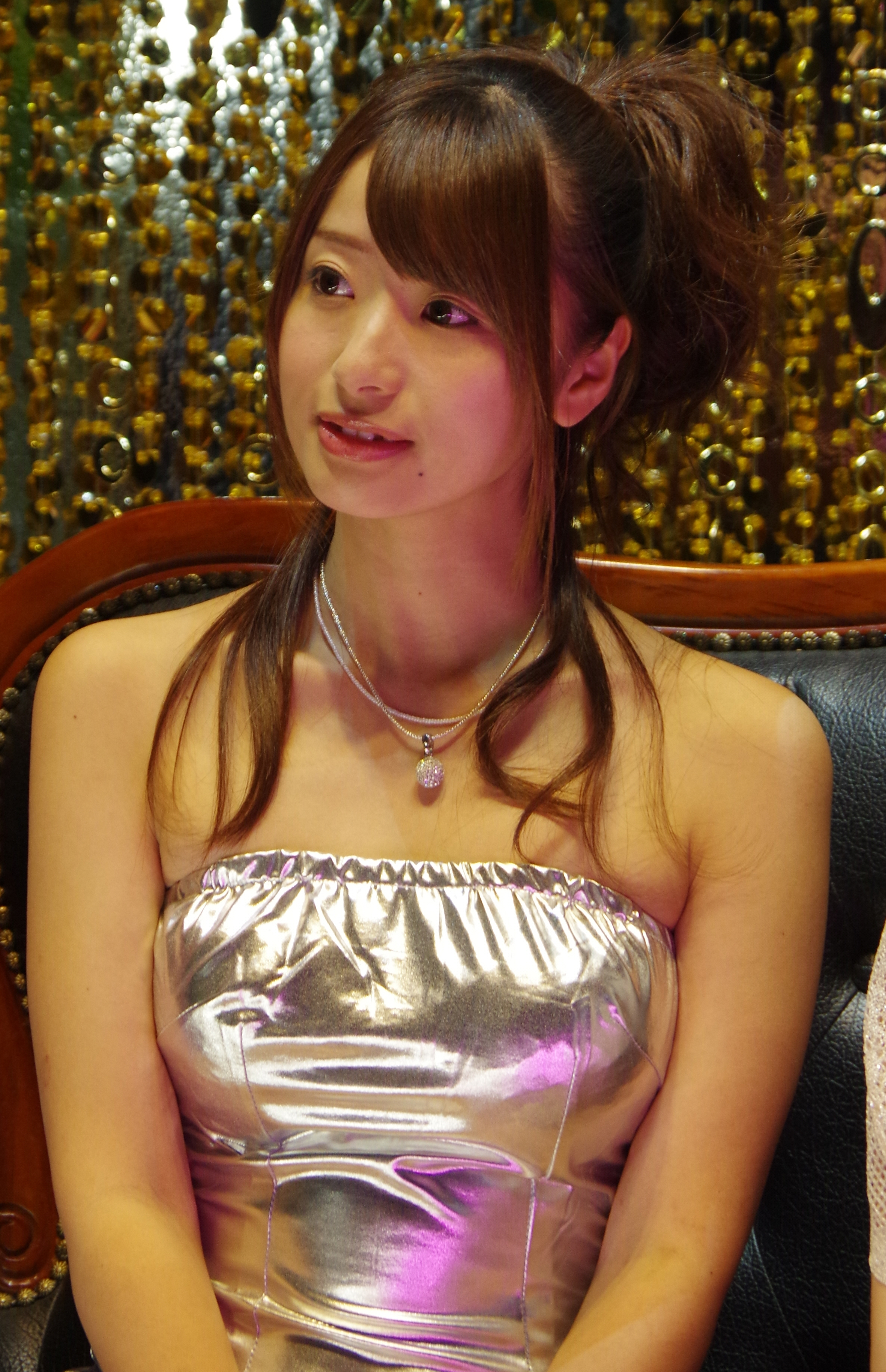
Шестихкратная обладательница Adult Broadcasting Awards Саки Хацуми

Премия учреждена в 2005 году крупным оператором спутникового телевещания Sky PerfecTV! под названием Japan Adult Broadcasting Awards (яп. 日本アダルト放送大賞 Нихон адаруто хо:со: тайсё:, Японская премия телетрансляциям для взрослых). Присуждается по результатам голосования AV-идолам (японским порноактрисам) за выдающиеся достижения в телепрограммах для взрослых, транслировавшихся на каналах Sky PerfecTV! за год, предшествующему церемонии награждения. Проводится в Токио. Спонсорами премии являются корпорация Sky Perfect JSAT, Комитет по продвижению программ для взрослых и Комитет по этике программ для взрослых.
С 2006 по 2020 год премия присуждалась в трёх основных категориях: «Лучшая актриса» (яп. 女優賞 Дзёю:-сё:), «Лучшая зрелая актриса» (яп. 熟女女優賞 Дзюкудзё дзёю:-сё:) и «Лучшая новая актриса» (яп. 新人女優賞 Синдзин дзёю:-сё:). Помимо основных категорий, также существовали премии от представителей различных медиа, в том числе газеты Tokyo Sports, журнала Weekly Asahi Geino и газеты Yukan Fuji.
В 2021 году премия была обновлена и категории заменены на новые под названиями «Самая ценная актриса» (англ. Most Valuable Actress, MVA), «Самая техническая актриса» (англ. Most Technical Actress, MTA) и «Самая интеллигентная актриса» (англ. Most Intelligent Actress, MIA).
В 2023 году вместо вручения премии состоялось отборочное прослушивание New EX Girls (яп. 新EXガールズ Син эккусу га:рудзу), по результатам которого три актрисы были выбраны новыми послами бренда стримингового сервиса Spoox EX.

## Список категорий

### Устаревшие
| Название                        | Перевод                                   | Годы вручения        |
| ------------------------------- | ----------------------------------------- | -------------------- |
| 女優賞                          | Лучшая актриса                            | 2006—2020            |
| 熟女女優賞                      | Лучшая зрелая актриса                     | 2006—2020            |
| 新人女優賞                      | Лучшая новая актриса                      | 2009—2020            |
| Most Valuable Actress           | Самая ценная актриса                      | 2022                 |
| Most Technical Actress          | Самая техническая актриса                 | 2022                 |
| Most Intelligent Actress        | Самая интеллигентная актриса              | 2022                 |
| チャンネル功労賞                | Лучшее выступление актрисы на канале      | 2005                 |
| 最多出演女優賞                  | Премия за наибольшее количество появлений | 2007—2009, 2018—2019 |
| スカパー!オンデマンドアダルト賞 | Премия Sky PerfecTV! актрисе по запросам  | 2014—2020            |
| ライブドア賞                    | Премия блога Livedoor                     | 2010—2012            |
| 日刊ゲンダイ賞                  | Премия газеты Nikkan Gendai               | 2010, 2012           |
| 東京スポーツ賞                  | Премия газеты Tokyo Sports                | 2011, 2013—2019      |
| 夕刊フジ賞                      | Премия газеты Yukan Fuji                  | 2011—2016            |
| アサヒ芸能賞                    | Премия журнала Weekly Asahi Geino         | 2011                 |
| FLASH賞                         | Премия журнала Flash                      | 2012—2019            |
| サイゾー賞                      | Премия журнала Cyzo                       | 2012—2017            |
| SPA!賞                          | Премия журнала SPA!                       | 2013                 |
| 週刊大衆賞                      | Премия журнала Shukan Taishu              | 2014—2019            |
| ダラケ!賞                       | Премия программы Darake!                  | 2020                 |
| 男優賞                          | Лучший актёр                              | 2011, 2015           |
| 功労賞                          | Премия за достижения                      | 2017                 |
| 優秀女優番組賞 作品賞           | Лучшая работа в программе                 | 2005, 2008—2019      |
| 優秀企画番組賞 番組大賞         | Лучшая программа                          | 2005—2006            |
| 優秀オリジナル番組賞            | Лучшая оригинальная программа             | 2005—2006            |
| HD賞                            | Лучшая HD-программа                       | 2009—2011            |
| スカパー!EX賞                   | Премия Sky PerfecTV! EX                   | 2008—2009            |
| アダルト流行語大賞              | Премия модному слову                      | 2016                 |

## Список лауреатов премии

### Лучшая актриса
- 2006: Юа Аида[11]
- 2007: Хонока[12][13]
- 2008: Рио[14][15]
- 2009: Асука Кирара[16][17]
- 2010: Саори Хара[18][19]
- 2011: Ю Асакура[20][21]
- 2012: Кокоми Нарусэ[22][23]
- 2013: Харуки Сато[24][25]
- 2014: Юи Хатано[26]
- 2015: Мана Сакура[27][28]
- 2016: Саки Хацуми[29]
- 2017: Айка[30]
- 2018: Моэ Амацука[31]
- 2019: Макото Тода[32]
- 2020: Кидзуна Сакура[33][34]

### Лучшая зрелая актриса
- 2006: Аки Томосаки[11]
- 2007: Тисато Сёда[12][13]
- 2008: Кана Мотидзуки[14]
- 2009: Эмико Коикэ[16][17]
- 2010: Нацуми Хоригути[18][19]
- 2011: Ю Каваками[20][21]
- 2012: Маки Ходзё[22][23]
- 2013: Акари Хосино[24][25]
- 2014: Кимика Итидзё[26]
- 2015: Аюми Синода[27][28]
- 2016: Ироха Наримия[29]
- 2017: Нодзоми Ханэда[30][a]
- 2018: Иан Ханасаки[31]
- 2019: Аяно Като[32]
- 2020: Маико Аясэ[33][35]

### Лучшая новая актриса

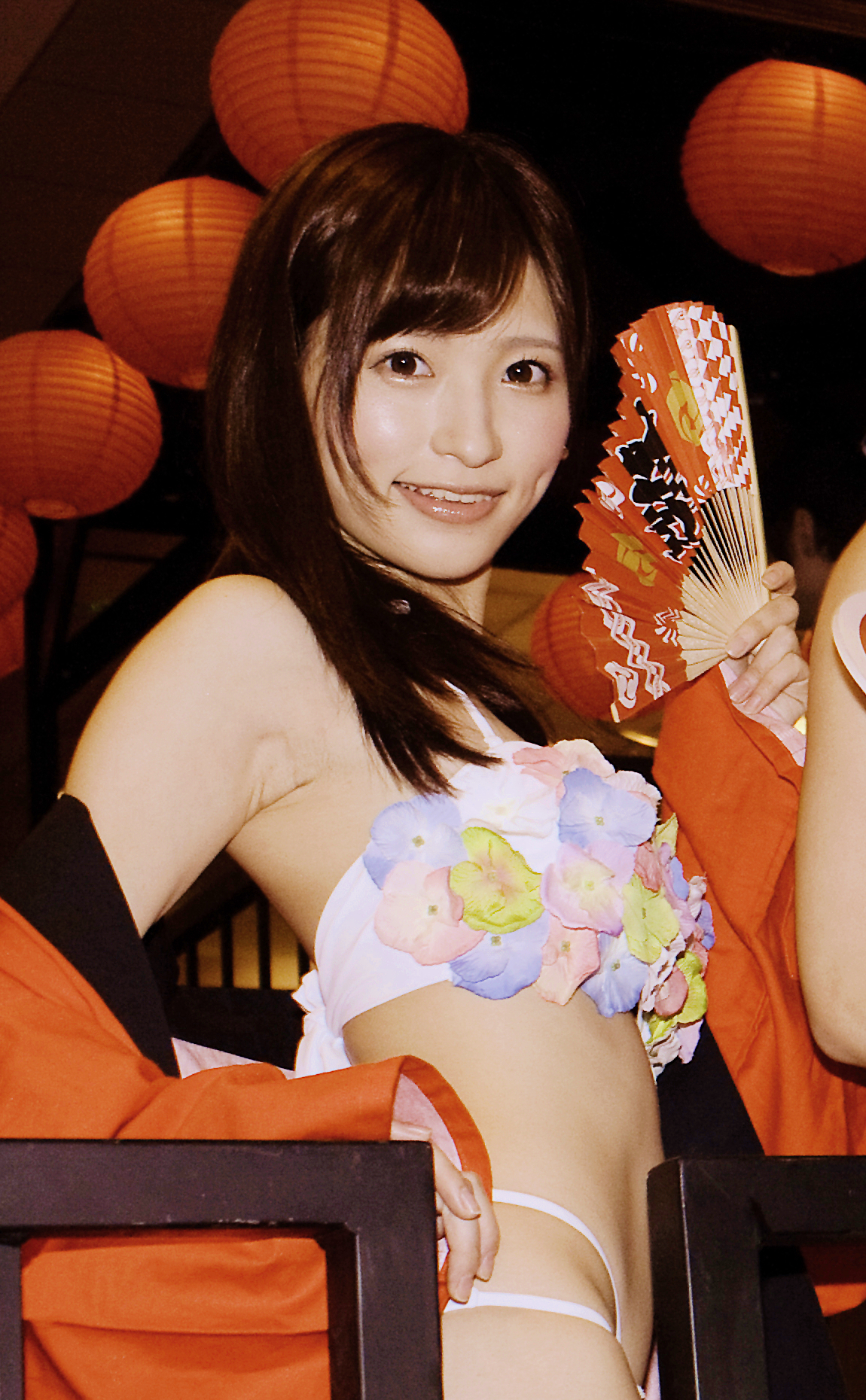
Моэ Амацука, трёхкратная обладательница Adult Broadcasting Awards

- 2009: Харука Ито[16][17]
- 2010: Шелли Фудзии[18][19]
- 2011: Ай Ханэда[20][21]
- 2012: Кана Юмэ[22][23]
- 2013: Мана Сакура[24][25]
- 2014: Марина Сираиси[26]
- 2015: Моэ Амацука[27][28]
- 2016: Тина Мацуока[29]
- 2017: Кана Момоноги[30]
- 2018: Ноа Эйкава[31]
- 2019: Махиро Тадай[32]
- 2020: Манами Ора[33][35]

### Самая ценная актриса
- 2022: Ай Хонго[36]

### Самая техническая актриса
- 2022: Ай Хонго[36]

### Самая интеллигентная актриса
- 2022: Мэру Ито[36]

### Лучшее выступление актрисы на канале
- 2005: Маи Хагивара[37]
- 2005: Сола Аой[37]
- 2005: Нахо Одзава[37]
- 2005: Куруми Морисита[37]
- 2005: Ан Намба[37]
- 2005: Карэн Кисараги[37]

### Премия за наибольшее количество появлений
- 2007: Рико Татибана[12][13]
- 2008: Юма Асами[14][15]
- 2009: Тисато Сёда[16][17]
- 2018: Юи Хатано[31]
- 2019: Юи Хатано[32]

### Премия Sky PerfecTV! актрисе по запросам
- 2014: Кана Юмэ[26]
- 2015: Ноно Мидзусава[27]
- 2016: Саки Хацуми[29]
- 2017: Рику Минато[30]
- 2018: Мао Курата[31]
- 2019: Аюми Кимито[32]
- 2020: Юна Огура[33]

| - 2010: Мария Одзава - 2011: Джессика Кидзаки - 2012: Сацуки Кириока - 2010: Риса Цукино - 2012: Кокоми Нарусэ - 2011: Адзуми Харусаки - 2013: Хибики Оцуки - 2014: Марина Сираиси - 2015: Тика Аримура - 2016: Минами Кодзима - 2017: Кана Момоноги - 2018: Иан Ханасаки - 2019: Ю Синода - 2011: Яёй Янагида - 2012: Нодзоми Ханэда - 2013: Сиори Камисаки - 2014: Юи Хатано - 2015: Аюми Синода - 2016: Саки Хацуми - 2011: Цубаса Амами | - 2012: Цукаса Аой - 2013: Мана Сакура - 2014: Саки Хацуми - 2015: Мана Сакура - 2016: Тина Мацуока - 2017: Юа Миками - 2018: Масами Итикава - 2019: Акари Митани - 2012: Тика Эйро - 2013: Харуки Сато - 2014: Кимика Итидзё - 2015: Кидзуна Сакура - 2016: Аю Сакураи - 2017: Иори Когава - 2013: Юи Фудзисима - 2014: Ноно Мидзусава - 2015: Эрика Китагава - 2016: Нацуко Каяма - 2017: Мирэй Ёкояма - 2018: Моэ Амацука - 2019: Макото Тода |

### Премия программыDarake!
- 2020: Хикару Конно[33]

### Лучший актёр
- 2011: Хироси Симабукуро[38]
- 2015: Симикэн (Кэн Симидзу)[27][28]

### Премия за достижения
- 2017: Акира Накао[30]

### Лучшая работа в программе
- 2005: Хикару Кото, Indecent Attraction (яп. 淫らなほどに悩ましい) (гран-при жюри)[37]
- 2005: Лори Феттер, Laurie Fetter: Playmate Profile (яп. プレイメイト･プロファイル:ローリー・フェッター)[37]
- 2005: Нао Оикава, Uki-Uki Watching (яп. 及川奈央のウキウキウオッチング)[37]
- 2005: Сола Аой, Scenes from the Original CS Collection (яп. 蒼井そらCSオリジナル名場面集)[37]
- 2008: 24 Hours Television Ero Saves the Earth (яп. 24時間テレビ エロは地球を救う！)[14]
- 2009: Nude Sign Language News (яп. 裸の手話辞典)[16][17]
- 2010: Юдзука Киносита, Yuzuka Kinoshita: New Face (яп. 新人 木下柚花)[18][19]
- 2011: Юми Кадзама и Миса Юки, Beautiful Lesbian Alumni (яп. 美しき同窓生レズ)[20][21]
- 2012: Сиори Камисаки, Shiori Kamisaki G Cups Ultra Graces (яп. 神咲詩織 Gカップ 超美神)[22][23]
- 2013: Акихо Ёсидзава, Masochistic Lascivious Lady (яп. ドM自縛痴女)[24][25]
- 2014: Аи Уэхара и Вакаба Оноэ, Beautiful Girls Together Ecchicchi (яп. 美少女ふたりでエッチッチ！)[26]
- 2015: Тика Аримура и Саки Хацуми, Very Horny Slut and a Cute, Perverted But Shy Lesbian (яп. こりゃたまらん！可愛い変態の萌え照れレズ)[27][28]
- 2016: Саки Хацуми, Fresh Face: Saki Hatsumi Debut (яп. 新人・初美沙希デビュー)[29]
- 2017: Юа Миками, 国民的アイドルグループからまさかのＭＵＴＥＫＩ降臨！[30]
- 2018: Клэр Хасуми, 兄嫁は中●し着エロアイドル[31]
- 2019: Аяка Томода, First Contact ERO Nice Girl ERO Good SEX (яп. First Contact EROいい女のEROいいSEX)[32]

### Лучшая программа
- 2005: Twelve Slutty Lesbian Women Versus Twelve Men (яп. 女子十二尺棒～女子十二痴女・女子十二レズ・女子十二対男子十二壮絶二十四P) (гран-при жюри)[37]
- 2005: Yorutomo 7 (яп. よるもと＃７)[37]
- 2005: My Loving Pet Wife (яп. 愛しの人妻ペット)[37]
- 2005: Four Stewardesses Raped in a Plane (яп. 機内で犯される4人のスチュワーデス)[37]
- 2006: SOD and the Game of Life 2 (яп. SOD的人生ゲーム2 18歳限定ビデオショップ店員編)[11]

### Лучшая оригинальная программа
- 2005: Nao Oikawa: Fan Appreciation Hot Springs Bus Tour (яп. 及川奈央のファン感謝温泉バスツアー) (гран-при жюри)[37]
- 2005: Weekly! Women’s Bathing News (яп. 週刊！女子アナ入浴ニュース)[37]
- 2005: Midnight 7 Interview with Naomi Tani (яп. ミッドナイトインタビュー７ 谷ナオミ)[37]
- 2005: Women Get Lewd 10 (яп. 女が淫らになるテープ１０淫獣はあいなのかまる～っ！)[37]
- 2006: Karen Kisaragi Super High Class Soap Girl (яп. もしも如月カレンが超高級ソープ嬢だったら)[11]

### Лучшая HD-программа
- 2009: Kirara’s Amazing Technique: Soap Pro (яп. キララの凄テク★泡プロ 明日花キララ)[17]
- 2010: Japan’s Number One Lewd, Beautiful Mature Lady Decided At Last! (яп. 豪華絢爛！絶世の美女大集合！熟ユニバース日本大会)[18][19]
- 2011: No Panty News (яп. 東京女子アナノーパンＮＥＷＳ)[21]

### Премия Sky PerfecTV! EX
- 2008: Tina Yuzuki (Rio) Healthy Beauty (яп. 柚木ティナ(Rio) 爽健美女)[14]
- 2009: Continuous Orgasm (яп. イクガミ～それを受け取った者は24時間イカされまくる)[16]

### Премия модному слову
- 2016: «Эронмэн» (яп. エロメン)[29]

## EX Girls
| 2022 - Ай Хонго - Ю Синода - Юи Хатано | 2023 - Нодзоми Аримура - Тихару Миядзава - Хибики Нацумэ | 2024 - Акари Ниимура - Кана Морисава - Ю Каваками - Юриа Ёсинэ |